# Megumi Kurihara
Megumi Kurihara (jap. 栗原恵 Kurihara Megumi; ur. 31 lipca 1984 roku w Nōmi (dzisiejsza Etajima) - japońska siatkarka, reprezentantka kraju, grająca na pozycji atakującej.
W 2010 r. zdobyła brązowy medal Mistrzostw Świata, rozgrywanych w Japonii. Od sezonu 2018/2019 występuje w drużynie JT Marvelous.

## Sukcesy klubowe
Mistrzostwo Japonii:
- 2006
- 2005, 2014, 2016
- 2007, 2013, 2017, 2019

Liga Mistrzyń:
- 2012

Mistrzostwo Rosji:
- 2012

## Sukcesy reprezentacyjne
Mistrzostwa Azji:
- 2007
- 2003
- 2005, 2009

Puchar Borysa Jelcyna:
- 2009

Mistrzostwa Świata:
- 2010

## Nagrody indywidualne
- 2007: Najlepsza serwująca ligi V.League
- 2008: Najlepsza punktująca i serwująca Grand Prix